# Eoreuma callista
Eoreuma callista är en fjärilsart som beskrevs av Alexander Barrett Klots 1970. Eoreuma callista ingår i släktet Eoreuma och familjen Crambidae. Inga underarter finns listade i Catalogue of Life.